# 斉藤武 (法学者)
斉藤 武（さいとう たけし、1941年－　）は、日本の法学者。商法学者。専門は、商法・国際取引法。
1963年金沢大学法文学部卒業。1965年東北大学大学院法学研究科修士課程修了。1965年同法学部助手や 仙台法経専門学校兼任講師を経て、1967年小樽商科大学商学部専任講師。1973年立命館大学法学部助教授。1988年に立命館大学国際関係学部設置に伴い教授に就任。後に、同法学部教授。2005年龍谷大学法科大学院教授。2011年同定年退職。立命館大学名誉教授。龍谷大学法科大学院客員教授（～2013年）。

## 著書
- 『世界の中の日本　日本に期待されるもの』磯村尚徳ほか共著、法律文化社、1988年
- 『経済摩擦と調整　政策と法』坂野光俊ほか共著、法律文化社、1989年
- 『現代有限会社法の判例と理論』森淳二郎ほか共著、晃洋書房、1994年
- 『国際取引と法』塩田親文と共編、有信堂高文社、1996年初版/1999年第2版
- 『現代の企業と法を考える』編著、法律文化社、2000年

| スタブアイコン | サブスタブ | この項目は、まだ閲覧者の調べものの参照としては役立たない、人物に関連した書きかけの項目です。この項目を加筆・訂正などしてくださる協力者を求めています（P:人物伝/PJ:人物伝）。 |